# NFL 100 All-Time Team
Das NFL 100 All-Time Team ist eine Auswahl der besten Spieler und Trainer aus den ersten hundert Jahren der National Football League (NFL). Es wurde im Rahmen des 100-jährigen Jubiläums der NFL während der Saison 2019 veröffentlicht. Insgesamt wurden 100 Spieler und zehn Trainer gewählt. Gewählt wurden die Mitglieder von einer 26-köpfigen Jury, die aus Vertretern von Medien, Spielern, Trainern, General Managern und Ligavertretern besteht.

## Jury
Medien: Dave Anderson, Judy Battista, Jarrett Bell, Rick Gosselin, Peter King, Don Pierson, Charean Williams
Liga: Joel Bussert, Joe Horrigan, Chris Willis
Spieler: Dan Fouts, Ron Jaworski, Ozzie Newsome, Art Shell
Trainer: Bill Belichick, Tony Dungy, Dick LeBeau, John Madden, Don Shula, Dick Vermeil
Personal: Ernie Accorsi, Gil Brandt, Charley Casserly, Bill Polian, Ron Wolf

## Positionen
| Position          | Anzahl | Veröffentlichung                                                                                             |
| ----------------- | ------ | --- |
| Runningbacks      | 12     | 22. November 2019                                                                                            |
| Linebacker        | 12     | 25. November 2019 (1) 29. November 2019 (11)                                                                 |
| Defensive End     | 7      | 30. November 2019                                                                                            |
| Defensive Tackle  | 7      | 28. November 2019 (1) 30. November 2019 (6)                                                                  |
| Cornerback        | 7      | 6. Dezember 2019                                                                                             |
| Safety            | 6      | 6. Dezember 2019                                                                                             |
| Kicker            | 2      | 6. Dezember 2019                                                                                             |
| Punter            | 2      | 6. Dezember 2019                                                                                             |
| Return Specialist | 2      | 6. Dezember 2019                                                                                             |
| Tight End         | 5      | 13. Dezember 2019                                                                                            |
| Offensive Tackle  | 7      | 13. Dezember 2019                                                                                            |
| Guard             | 7      | 13. Dezember 2019                                                                                            |
| Center            | 4      | 13. Dezember 2019                                                                                            |
| Wide Receiver     | 10     | 20. Dezember 2019                                                                                            |
| Quarterback       | 10     | 21. Dezember 2019 (1) 22. Dezember 2019 (1) 27. Dezember 2019                                                |
| Head Coaches      | 10     | 22. November 2019 (2) 30. November 2019 (1) 6. Dezember 2019 (1) 13. Dezember 2019 (4) 20. Dezember 2019 (2) |

## Spieler
| Position         | Spieler            | Zeitraum             | Aufnahme Hall of Fame |
| ---------------- | ------------------ | -------------------- | --------------------- |
| Runningback      | Jim Brown          | 1957–1965            | 1971                  |
| Runningback      | Earl Campbell      | 1978–1985            | 1991                  |
| Runningback      | Earl „Dutch“ Clark | 1931–1932, 1934–1938 | 1963                  |
| Runningback      | Eric Dickerson     | 1983–1993            | 1999                  |
| Runningback      | Lenny Moore        | 1956–1967            | 1975                  |
| Runningback      | Marion Motley      | 1946–1953, 1955      | 1968                  |
| Runningback      | Walter Payton      | 1975–1987            | 1993                  |
| Runningback      | Barry Sanders      | 1989–1998            | 2004                  |
| Runningback      | Gale Sayers        | 1965–1971            | 1977                  |
| Runningback      | O.J. Simpson       | 1969–1979            | 1985                  |
| Runningback      | Emmitt Smith       | 1990–2004            | 2010                  |
| Runningback      | Steve Van Buren    | 1944–1951            | 1965                  |
| Tight End        | Mike Ditka         | 1961–1972            | 1988                  |
| Tight End        | Tony Gonzalez      | 1997–2013            | 2019                  |
| Tight End        | Rob Gronkowski     | 2010–2018, 2020–2021 | e-2027                |
| Tight End        | John Mackey        | 1963–1972            | 1992                  |
| Tight End        | Kellen Winslow     | 1979–1987            | 1995                  |
| Offensive Tackle | Roosevelt Brown    | 1953–1965            | 1975                  |
| Offensive Tackle | Forrest Gregg      | 1956–1971            | 1977                  |
| Offensive Tackle | Cal Hubbard        | 1927–1936            | 1963                  |
| Offensive Tackle | Walter Jones       | 1997–2008            | 2014                  |
| Offensive Tackle | Anthony Muñoz      | 1980–1992            | 1998                  |
| Offensive Tackle | Jonathan Ogden     | 1996–2007            | 2013                  |
| Offensive Tackle | Art Shell          | 1968–1982            | 1989                  |
| Guard            | Larry Allen        | 1994–2007            | 2013                  |
| Guard            | Dan Fortmann       | 1936–1943            | 1965                  |
| Guard            | John Hannah        | 1973–1985            | 1991                  |
| Guard            | Bruce Matthews     | 1983–2001            | 2007                  |
| Guard            | Randall McDaniel   | 1988–2001            | 2009                  |
| Guard            | Jim Parker         | 1957–1967            | 1973                  |
| Guard            | Gene Upshaw        | 1967–1981            | 1987                  |
| Center           | Mel Hein           | 1931–1945            | 1963                  |
| Center           | Jim Otto           | 1960–1974            | 1980                  |
| Center           | Dwight Stephenson  | 1980–1987            | 1998                  |
| Center           | Mike Webster       | 1974–1990            | 1997                  |
| Wide Receiver    | Lance Alworth      | 1962–1972            | 1978                  |
| Wide Receiver    | Raymond Berry      | 1955–1967            | 1973                  |
| Wide Receiver    | Larry Fitzgerald   | 2004–2020            | e-2026                |
| Wide Receiver    | Marvin Harrison    | 1996–2008            | 2016                  |
| Wide Receiver    | Elroy Hirsch       | 1946–1957            | 1968                  |
| Wide Receiver    | Don Hutson         | 1935–1945            | 1963                  |
| Wide Receiver    | Steve Largent      | 1976–1989            | 1995                  |
| Wide Receiver    | Randy Moss         | 1998–2012            | 2018                  |
| Wide Receiver    | Jerry Rice         | 1985–2004            | 2010                  |
| Wide Receiver    | Paul Warfield      | 1964–1977            | 1983                  |
| Quarterback      | Joe Montana        | 1979–1994            | 2000                  |
| Quarterback      | Tom Brady          | 2000–2021            | e-2028                |
| Quarterback      | Sammy Baugh        | 1937–1952            | 1963                  |
| Quarterback      | John Elway         | 1983–1998            | 2004                  |
| Quarterback      | Brett Favre        | 1991–2010            | 2016                  |
| Quarterback      | Otto Graham        | 1946–1955            | 1965                  |
| Quarterback      | Peyton Manning     | 1998–2015            | 2021                  |
| Quarterback      | Dan Marino         | 1983–1999            | 2005                  |
| Quarterback      | Roger Staubach     | 1969–1979            | 1985                  |
| Quarterback      | Johnny Unitas      | 1956–1973            | 1979                  |
| Defensive Tackle | Joe Greene         | 1969–1981            | 1987                  |
| Defensive Tackle | Buck Buchanan      | 1963–1975            | 1990                  |
| Defensive Tackle | Bob Lilly          | 1961–1974            | 1980                  |
| Defensive Tackle | Merlin Olsen       | 1962–1976            | 1982                  |
| Defensive Tackle | Alan Page          | 1967–1981            | 1988                  |
| Defensive Tackle | John Randle        | 1990–2003            | 2010                  |
| Defensive Tackle | Randy White        | 1975–1988            | 1994                  |
| Defensive Ends   | Doug Atkins        | 1953–1969            | 1982                  |
| Defensive Ends   | Bill Hewitt        | 1932–1943            | 1971                  |
| Defensive Ends   | Deacon Jones       | 1961–1974            | 1980                  |
| Defensive Ends   | Gino Marchetti     | 1952–1966            | 1972                  |
| Defensive Ends   | Lee Roy Selmon     | 1976–1984            | 1995                  |
| Defensive Ends   | Bruce Smith        | 1985–2003            | 2009                  |
| Defensive Ends   | Reggie White       | 1985–2000            | 2006                  |
| Linebacker       | Ray Lewis          | 1996–2012            | 2018                  |
| Linebacker       | Chuck Bednarik     | 1949–1962            | 1967                  |
| Linebacker       | Bobby Bell         | 1963–1974            | 1983                  |
| Linebacker       | Derrick Brooks     | 1995–2008            | 2014                  |
| Linebacker       | Jack Ham           | 1971–1982            | 1988                  |
| Linebacker       | Ted Hendricks      | 1969–1983            | 1990                  |
| Linebacker       | Lawrence Taylor    | 1981–1993            | 1999                  |
| Linebacker       | Dick Butkus        | 1965–1973            | 1979                  |
| Linebacker       | Jack Lambert       | 1974–1984            | 1990                  |
| Linebacker       | Willie Lanier      | 1967–1977            | 1986                  |
| Linebacker       | Joe Schmidt        | 1953–1965            | 1973                  |
| Linebacker       | Junior Seau        | 1990–2009            | 2015                  |
| Cornerback       | Mel Blount         | 1970–1983            | 1989                  |
| Cornerback       | Willie Brown       | 1963–1978            | 1984                  |
| Cornerback       | Darrell Green      | 1983–2002            | 2008                  |
| Cornerback       | Mike Haynes        | 1976–1989            | 1997                  |
| Cornerback       | Dick Lane          | 1952–1965            | 1974                  |
| Cornerback       | Deion Sanders      | 1989–2005            | 2011                  |
| Cornerback       | Rod Woodson        | 1987–2003            | 2009                  |
| Safety           | Jack Christiansen  | 1951–1958            | 1970                  |
| Safety           | Ken Houston        | 1967–1980            | 1986                  |
| Safety           | Ronnie Lott        | 1981–1994            | 2000                  |
| Safety           | Ed Reed            | 2002–2013            | 2019                  |
| Safety           | Emlen Tunnell      | 1948–1961            | 1967                  |
| Safety           | Larry Wilson       | 1960–1972            | 1978                  |
| Punter           | Ray Guy            | 1973–1986            | 2014                  |
| Shane Lechler    | 2000–2017          | Nein                 |                       |
| Kicker           | Jan Stenerud       | 1967–1985            | 1991                  |
| Adam Vinatieri   | 1996–2020          | e-2025               |                       |
| Returner         | Devin Hester       | 2006–2016            | Nein                  |
| Billy Johnson    | 1974–1988          | Nein                 |                       |

## Trainer
| Trainer        | Zeitraum             |
| -------------- | -------------------- |
| Bill Belichick | 1991–1995, seit 2000 |
| Paul Brown     | 1946–1962, 1968–1975 |
| Chuck Noll     | 1969–1991            |
| Joe Gibbs      | 1981–2007            |
| Vince Lombardi | 1959–1969            |
| Curly Lambeau  | 1921–1953            |
| Tom Landry     | 1960–1988            |
| George Halas   | 1920–1967            |
| Bill Walsh     | 1979–1988            |
| Don Shula      | 1963–1995            |